# وباء فيروس الإيبولا في سيراليون

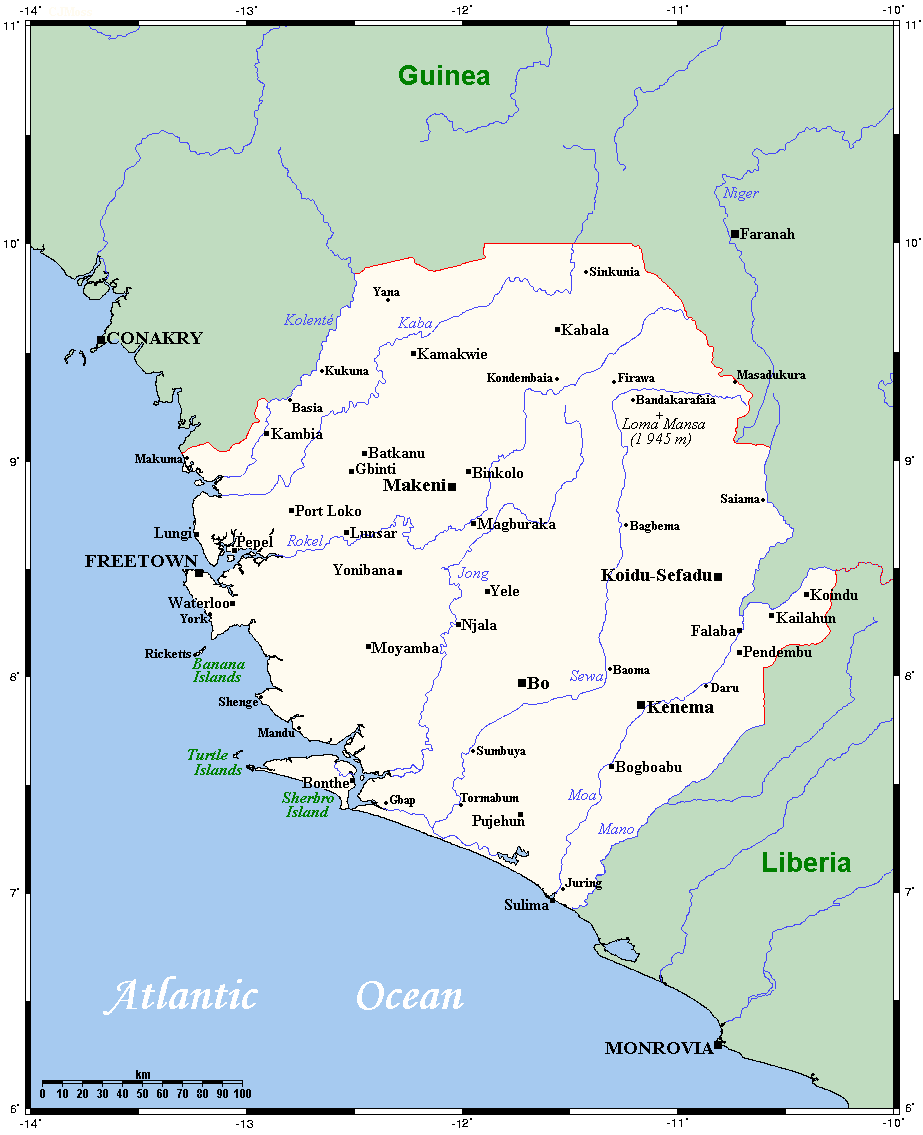

حدث وباء فيروس إيبولا في سيراليون في عام 2014، بالإضافة إلى البلدان المجاورة كغينيا وليبيريا. في 18 مارس 2014 أعلن مسؤولون صحيون غينيون عن تفشي حمى نزفية غامضة «تضرب مثل البرق». سُميت تلك الحمى بمرض فيروس إيبولا وانتشر إلى سيراليون بحلول مايو 2014. ويُعتقد أن هذا المرض قد نشأ في طفلة لإحدى عائلات صيد الخفافيش في غينيا في ديسمبر 2013، حيث ينتشر استهلاك لحوم الأدغال الأفريقية، بما في ذلك الفئران والخفافيش والقردة، وهو أمر شائع في سيراليون وغرب أفريقيا بشكل عام.
وفي الوقت الذي اكتشف فيه، كان يُعتقد أن فيروس إيبولا ليس متوطنًا في سيراليون أو في منطقة غرب أفريقيا، ويمثل هذا الوباء المرة الأولى التي يتم فيها اكتشاف الفيروس هناك. ومع ذلك، أثبتت بعض الفحوصات التي أُجريت للعينات باعتبارها حمى لاسا أ، تلك العينات تحمل فيروس الإيبولا عند إعادة الاختبار لفيروس الإيبولا في عام 2014، مما يدل على أن الإيبولا كان متوطنًا في سيراليون في وقت مبكر من عام 2006.

## تاريخ الإيبولا في سيراليون
كشفت الفحوصات التي أُجريت على عالينات المشتبه فيها على أنها حمى لاسا في عام 2014 أنها تحمل سلالة زائير من فيروس الإيبولا في سيراليون في وقت مبكر من عام 2006. وقبل تفشي سلالة زائير الحالية في عام 2014، لم تُكتشف أي حالات من الإصابة بمرض فيروس إيبولا بين البشر في سيراليون، أو حتى في غرب أفريقيا. ويشتبه في خفافيش الفاكهة أنها كانت هي الناقل الطبيعي للمرض، حيث تستوطن تلك المنطقة من أفريقيا بما في ذلك سيراليون، وتعتبر أيضًا مصدرًا غذائيًا لكلًا من البشر والحيوانات البرية. كما تعتبر غابات غولا في جنوب شرق سيراليون مصدرًا ملحوظًا للحوم الأدغال.
ومن المعروف أن الخفافيش تنقل ما لا يقل عن 90 فيروسًا مختلفًا إلى المضيف البشري. ومع ذلك، يتسبب الفيروس في ظهور أعراض مختلفة في البشر. يتطلب الأمروجود واحد إلى عشرة فيروسات لتصيب الإنسان ولكن يمكن أن تحتوي قطرة من الدم لشخص مريض جدًا على الملايين من الفيروسات.
ويُعتقد أن انتقال الفيروس يتم عن طريق الدم أو الاتصال بالدم وسوائل الجسم من المصابين بالفيروس، وكذلك عن طريق التعامل مع لحوم الطرائد النيئة مثل الخفافيش والقردة، والتي تُعد من مصادر البروتين الهامة في غرب أفريقيا. وتشمل سوائل الجسم المعدية الدم والعرق والمني وحليب الثدي واللعاب والدموع والبراز والبول والإفرازات المهبلية والقيء والإسهال.
كما قد يحتوي السائل المنوي على الفيروس لمدة شهرين على الأقل حتى بعد التعافي الناجح من عدوى الإيبولا. كما قد حليب الثدي على الفيروس لمدة أسبوعين بعد التعافي، مع إمكانية انتقال المرض إلى الرضع من عن طريق حليب الثدي. وبحلول أكتوبر عام 2014 كان يُشتبه أن مجرد استخدام إحدى الورقات الملوثة قد يكون كافيًا للتسبب في المرض. يُصعّب تلوث الورق من الاحتفاظ بسجلات المرضى في عيادات الإيبولا، حيث تسجل بيانات المرضى على الورق كمرضى في إحدى المناطق «الموبوءة» والتي يصعب أن تتحول إلى منطقة «آمنة»، لأنه إذا كان هناك أي تلوث فإنه قد يجلب عدوى الإيبولا في تلك المنطقة. انظر أيضًا أداة العدوى.
كانت رغبة الكثيرين القوية للمشاركة في الجنائز.أحد الجوانب الرئيسية التي يُعتقد أنها ساعدت على انتشار الوباء في سيراليون. على سبيل المثال، بالنسبة لقبيلة كيسي التي تستوطن إحدى مناطق سيراليون، كان من من المهم دفن جثث القتلى بالقرب منهم. وتشمل ممارسات الجنازة هناك دهن الجثث بالزيت، وإلباسهم الملابس الجميلة، ثم إعطلئهم ضمة وعناق الوداع ثم تقبيل الجثة. ساعد هذا بشكل حيوي على انتقال فيروس إيبولا، لاحتواء أجساد الموتى على تركيزات عالية من الفيروس في الجسم، حتى بعد أن ماتوا.
وبالنسبة لتفشي فيروس السودان في أوغندا عام 2001، صنف مركز السيطرة على الأمراض حضور جنازة أحد ضحايا الإيبولا باعتباره واحدًا من أهم ثلاثة عوامل خطر للإصابة بفيروس إيبولا، إلى جانب الاتصال بأحد أفراد الأسرة المصابين بفيروس إيبولا أو تقديم الرعاية الطبية لشخص مصاب بفيروس إيبولا. وكانت البداية الرئيسية لتفشي هذا الوباء في سيراليون مرتبطة بجنازة واحدة لأحد المصابين، قدرت منظمة الصحة العالمية الوفيات الناجمة عن حضور تلك الجنازة بما يقرب من 365 حالة.
كما تسببت لحوم الأدغال في انتشار مرض الإيبولا، إما عن طريق الاتصال باللحوم النيئة أو من خلال روث الحيوانات. يُعتقد أن الدم الخام واللحوم هي الأكثر خطورة، لذلك يُعتبر الصيادون والجزارون الذين يتعاملون مع اللحوم النيئة والدماء هم الأكثر عرضة للخطر عند المقارنة باللحوم المطبوخة التي تُباع في الأسواق. وقد حذّر العاملون في مجال الرعاية الصحية في سيراليون من الذهاب إلى الأسواق.

## اندلاع الوباء في 2014
في أواخر مارس 2014، كانت هناك حالات يُشتبه في إصابتها بفيروس الإيبولافي سيراليون، لكن لم يتم التأكد من ذلك. وأعلنت الحكومة في 31 مارس 2014 عن غدم وجود أي حالات مصابة بفروس الإيبولا في سيراليون.

### ربيع 2014: الحالات الأولى
يُعتقد أن الوباء قد بدأ في أواخر مايو عندما عاد 14 شخصًا من جنازة المعالج التقليدي الذي كان يحاول علاج الآخرين المصابين بفيروس إيبولا في غينيا. كان أول شخص مصاب بالعدوى هي المعالجة التقليدية، حيث عالجت شخصًا مصابًا ثم توفيت في 26 مايو. ووفقًا للتقاليد القبلية، تم غسل جثتها لدفنها، ما يبدو أنه أدي إلى إصابة النساء من المدن المجاورة.
تصبح الجثث شديدة العدوى بعد الوفاة مباشرةً، لذلك كانت هناك حاجة ماسة إلى اتخاذ الاحتياطات الوقائية مثل الملابس الواقية. كما ساعدت ممارسات تقبيل ولمس الموتى في تلك المنطقة في انتشار وباء الإيبولا. إلا أن اثنين من الأطباء الأمريكيين الذين «تابعوا جميع بروتوكولات مركز السيطرة على الأمراض ومنظمة الصحة العالمية» أُصيبوا بالمرض ومازال من غير الواضح كيفية إصابتهم بالفيروس.
وبحلول 27 مايو عام 2014، أفادت التقارير بأن 5 أشخاص توفوا من فيروس إيبولا، وأن هناك 16 حالة جديدة من المرض. وبين 27 مايو و30 مايو 2014، ارتفع عدد حالات الإصابة بفيروس إيبولا المؤكدة أو المحتملة أو المشتبه فيها من 16 إلى 50 حالة. وبحلول 9 يونيه، ارتفع عدد الحالات إلى 42 حالة معروفة و113 حالة يُجري اختبارها، حيث بلغ عدد الحالات التي توفيت من المرض 16 شخصًا بحلول ذلك الوقت.
انتشر المرض بسرعة في المنطقة، واكتظت مستشفى الحكومة المحلية بالحالات المُصابة. تُوفي في هذا المستشفى 12 ممرضة على الرغم من وجود جناح عزل حمى لاسا الوحيد في العالم، وفقًا لبيانات الأمم المتحدة وقد أثبت المستشفى فعاليته في التعامل مع المرض في وقت مبكر، باكتشافه الحالة الأولى في البلاد، ودعمه إصدار ورقة بحثية عن فيروس إيبولا. ومع ذلك، فإن العدد المتزايد من الحالات هناك أدّى إلى انتشار العدوى وفقدان خبير الحمى النزفية في سيراليون، الدكتور خان، وتعطل سير العمل العادي للمستشفى بسبب خطر الإصابة بالمرض.

### صيف 2014: ازدياد الوباء، وموت الدكتور خان
أعلنت البلد حالة الطوارئ في مقاطعة كايلاهون في 12 يونيه 2014, حيث أعلنت إغلاق المدارس ودور السينما والملاهي الليلية؛ ومراقبة الحدود مع غينيا وليبريا، وخضوع جميع المركبات للفحص عند نقاط التفتيش. وأعلنت الحكومة في 11 يونيه أنها ستغلق حدود البلاد مع غينيا وليبريا؛ وهو ما كان من الصعب السيطرة عليه لعبور العديد من السكان المحليين للحدود عبر بعض الطرق طرق غير الرسمية. وتسببت الأمطار الموسمية التي تهطل بين يونيه وأغسطس في تعطيل مكافحة وباء الإيبولا، وتسببت في بعض الأحيان في حدوث الفيضانات في سيراليون.
وبحلول 11 يوليو 2014، تم الإبلاغ عن الحالة الأولى في عاصمة سيراليون، فريتاون، إلا أن الشخص كان مسافرًا إلى العاصمة من منطقة أخرى من البلاد. وبحلول ذلك الوقت كانت هناك أكثر من 300 حالة مؤكدة و 99 وفاة مؤكدة بسبب فيروس الإيبولا. كما كانت هناك حالة أخرى قبل نهاية الشهر.
توفي الطبيب المعروف عمر عمر خان، الخبير الوحيد لسيراليون المعني بالحمى النزفية، بعد إصابته بفيروس إيبولا في عيادته في كينيما في 29 يوليو 2014. كان خان قد عمل لفترة طويلة مع حالات حمى لاسا، وهو مرض يقتل أكثر من 5000 شخص سنويًا في أفريقيا. وقد وسّع عيادته لقبول مرضى الإيبولا. احتفى رئيس سيراليون، إرنست كوروما، بخان ووصفه بأنه «بطل وطني». وفي 30 يوليه، أعلنت سيراليون حالة الطوارئ ونشرت قواتها لحجر المناطق الموبوءة.
وفي أغسطس، أُذيعت حملات التوعية في فريتاون، عاصمة سيراليون، عبر الإذاعة وعن طريق مكبرات الصوت. وفي أغسطس أيضًا، أصدرت سيراليون قانونًا يعرض أي شخص يُخفي أي شخص يُعتقد أنه مصاب بالسجن لمدة سنتين. وفي الوقت الذي تم فيه سن القانون، انتقد أحد كبار البرلمانيين إخفاقات الدول المجاورة لوقف تفشي المرض. كما تم إلغاء مباؤيات كرة القدم في سيراليون في أوائل أغسطس أيضًا.

### سبتمبر 2014: النمو الأُسي والحجر الصحي
وفي غضون يومين من 12 سبتمبر 2014، اكتشفت 20 حالة مؤكدة مختبريًا في فريتاون بسيراليون. كان السكان يتركون جثثهم في الشارع. وبحلول 6 سبتمبر 2014، كانت هناك 60 حالة مُصابة بفيروس إيبولا في فريتاون، من أصل 1100 حالة في جميع أنحاء البلد في هذا الوقت. ومع ذلك، لم يُبلغ الجميعُ الأطباءَ بالحالات، وبالتالي لم يتم علاجها. وقال أحد الأطباء إن النظام الصحي في فريتاون لم يكن يعمل بكفاءة، وخلال هذه الفترة، أُصيب الطبيب أوليفيت باك، أحد أطباء فريتاون، وتُوفي من فيروس إيبولا بحلول 14 سبتمبر 2014. وبلغ عدد سكان فريتاون في عام 2011 حوالي 941,000 نسمة.
بحلول 18 سبتمبر 2014 فرق من الناس دفن الموتى كانوا يكافحون من أجل مواكبة، كما يجب أن يدفن 20-30 الجثث كل يوم. وقد قاد الفريقان الدراجات النارية لجمع عينات من الجثث لمعرفة ما إذا كانا قد توفيا بسبب فيروس إيبولا. فريتاون، كان لدى سيراليون مختبر واحد يمكنه إجراء اختبار الإيبولا.
وقدرت منظمة الصحة العالمية في 21 سبتمبر أن قدرة سيراليون على معالجة حالات فيروس إيبولا قد قلت بما يعادل 532 سريرا. وقد دفع هذا الخبراء إلى الاستجابة بشكل أكبر في هذا الوقت، مشيرين إلى قدرة هذا الوباء على تدمير سيراليون وليبريا. وفي ذلك الوقت، قُدّر أن عدد سكان ليبيريا وسيراليون الذي يصل إلى 5 ملايين شخص يمكن أن يُقتلوا؛ إذ بلغ عدد سكان ليبريا حوالي 4,3 ملايين نسمة، وبلغ عدد سكان سيراليون 6,1 مليون نسمة في ذلك الوقت.
وفي محاولة للسيطرة على هذا المرض، فرضت سيراليون حجرًا لمدة ثلاثة أيام على سكانها في الفترة من 19 إلى 21 سبتمبر. وخلال تلك الفترة، ذهب 28,500 من العاملين المُجتمعيين والمتطوعين المدربين لتوعية السكان وتزويدهم بالمعلومات اللازمة عن كيفية الوقاية من العدوى، فضلًا عن إنشاء فرق مجتمعية لمراقبة فيروس إيبولا. سُميت الحملة أوس تو أوس توك ( Ouse to Ouse Tock) بلغة كريو. كما كان هناك قلق من أن يُثمر هذا الإغلاق الذي استمر مدة 72 عن نتائج عكسية.
و قال ستيفن غاوجيا في 22 سبتمبر، إن الإغلاق الذي استمر ثلاثة أيام قد حقق هدفه ولن يُمدد، إذ تم الوصول إلى 80% من الأسر المستهدفة في تلك العملية. وقد تم الكشف على ما يقرب من 150 حالة جديدة، ولكن الأرقام الدقيقة لن تظهر إلا في يوم الخميس التالي حيث لا تزال وزارة الصحة تنتظر التقارير من المواقع النائية. وجدثت إحدى الحوادث أثناء ذلك الإغلاق عندما هوجم فريق الدفن.
وأضاف الرئيس إرنست كوروما في 24 أيلول / سبتمبر ثلاث مقاطعات أخرى إلى ذلك «الحجر» في محاولة لاحتواء الانتشار. وشملت المقاطعات بورت لوكو وبومبالي ومويامبا. كما تم عزل جميع المنازل التي وُجدت فيها حالات محددة في العاصمة فريتاون. وأدى ذلك إلى عزل 5 مناطق، بما في ذلك «البقع الموبوءة» في كينيما وكايلاهون التي كانت معزولة بالفعل. ولم يسمح إلا بخروج ودخول حالات الولادة والحالات التي تحتاج إلى خدمات أساسية. ولاحظت منظمة الصحة العالمية أيضا زيادة حادة في الحالات في هذه المناطق.
وحتى أواخر سبتمبر كان حوالي مليوني شخص في المناطق التي تم تقييد السفر فيها، والتي تضم مقاطعات كايلاهون وكينيما وبومبالي وتونكوليلي وبورت لوكو. ويبدو أن عدد الحالات تضاعف كل 20 يومًا، مما أدى إلى تقدير نمو عدد الحالات في ليبريا وسيراليون بحلول يناير 2015 ليصل إلى 1.4 مليون حالة.
وفي 25 سبتمبر، كانت هناك 1940 حالة مُصابة و587 حالة وفاة رسميًا، على الرغم من اعتراف الكثير من المواطين بتعمد إخفاء بعض الحالات وعدم الإبلاغ عنها. كما كان هناك تزايد مستمر في عدد الحالات في فريتاون (عاصمة سيراليون).
وقدرت منظمة الصحة العالمية في 21 سبتمبر أن قدرة سيراليون على معالجة حالات فيروس إيبولا ضعيفة بما يعادل 532 سرير. وأفادت بعض التقارير بأن التدخل السياسي وعدم الكفاءة الإدارية قد أعاق تدفق الإمدادات الطبية إلى البلد.

### أكتوبر 2014: نفاذ إمدادات الإغاثة
ُقدّر عدد المصابين بفيروس إيبولا في سيراليون بخمسة أشخاص في الساعة بحلول 2 أكتوبر 2014. وبحلول هذا الوقت، قُدِّر أن أعداد المصابين تتضاعف كل 20 يوم. وفي أكتوبر، سجلت سيراليون 121 حالة وفاة، وهو أكبر عدد من الوفيات حدث خلال يوم واحد. وفي 8 أكتوبر، اضطرت طواقم الدفن في سيراليون إلى الإضراب. وأفادت المملكة المتحدة في 12 أكتوبر، أنها ستبدأ في تقديم الدعم العسكري لسيراليون بالإضافة إلى دعم مدني كبير مُقدم من المملكة المتحدة دعمًا لحكومة سيراليون.
أشارت التقارير في أكتوبر إلى أن إمدادات المستشفيات بدأت في النفاذ. وأفادت بعض التقارير بأن التدخل السياسي وعدم الكفاءة الإدارية أعاقا تدفق الإمدادات الطبية إلى البلد. وحدثت 765 حالة جديدة، في الأسبوع الذي سبق 2 أكتوبر، وانتشر فيروس إيبولا بسرعة. وفي مطلع أكتوبر، كان هناك ما يقرب من 2200 حالة مؤكدة مختبريًا من الإصابة بفيروس الإيبولا، مع وفاة أكثر من 600 حالة منها. كما أودى الوباء قد بحياة 4 أطباء وما لا يقل عن 60 ممرضة بحلول نهاية سبتمبر 2014. وقد أخفت حكومة سيراليون عدد حالات الوفاة المُبلغ عنها إلى حالات والمؤكدة مختبريًا في مرافق الرعاية الصحية، مما يُشير إلى أن العدد الفعلي للخسائر كان أعلى بكثير مما أُعلن عنه.
اتجهت سيراليون إلى إنشاء عيادات رعاية مخفضة، في محاولة منها لوقف المرضى المصابين بالإيبولا من إصابة أسرهم بالمرض، وتوفير شيء ما بين الرعاية المنزلية وعيادات الرعاية الكاملة. كما كان الغرض من إنشاء «مراكز العزل» تلك أن توفر بديلًا للعيادات المكتظة، فقد كانت إحدى المشاكل التي يواجهها البلد هي حدوث 726 حالة جديدة للإيبولا مع وجود أقل من 330 سرير متاح.
كما وصل أكثر من 160 من العاملين الطبيين الإضافيين من كوبا إلى سيراليون في أوائل أكتوبر، وتعاونوا مع حوالي 60 عاملُا طبيًا كانوا موجودين منذ سبتمبر. كما كان عدد الأشرة المتاحة في ذلك الوقت هو 327 سريرًا للمرضى في سيراليون. وأعلنت كندا أنها أرسلت مختبرًا متنقلًا ثانيًا والمزيد من العاملين الطبيين إلى سيراليون في 4 أكتوبر 2014.
وأشارت التقارير إلى أن حفاري القبور كانوا في حالة سكر مما يجعل قبور ضحايا الإيبولا ضحلة جدًا، ونتيجةً نبشن الحيوانات البرية تلك القبور وأكلت تلك الجثث. وبالإضافة إلى ذلك، لم يتم دفن بعض الحالات لعدة أيام، لعدم مجي أحد لأخذها ودفنها. كما كان نقص المال الازم لتوفير الرعاية اللازمة العاملين في مجال الرعاية الصحية المحلية أحد المشاكل البارزة في تلك الفترة. وفي الوقت نفسه، لم يتم علاج الأمراض الأخرى مثل الملاريا والالتهاب الرئوي والإسهال بشكل صحيح لانشغال النظام الصحي بمحاولة علاج مرضى الإيبولا. وفي 7 أكتوبر 2014 أرسلت كندا طائرة من طراز C-130 محملة ب 000 128 قناع واقي للوجه إلى فريتاون، عاصمة سيراليون.
أفاد قائد فريق الدفن في أوائل أكتوبر 2014 بتراكم أكوام الجثث جنوب فريتاون. وفي 9 أكتوبر، تم تفعيل الميثاق الدولي بشأن الفضاء والكوارث الكبرى على دولة سيراليون، تعتبر تلك هي المرة الأولى التي يتم فيها استخدام التصوير بالأقمار الصناعية بشكل متكرر لغرض وبائي.  كما تم وضع 800 من جندي من قوات حفظ السلام في سيراليون تحت الحجر الصحي عند تأكيد إصابة أحد الجنود بفيروس إيبولا مخبريًا.
ثم أعلنت المقاطعة الأخيرة في سيراليون التي لم يدخلها فيروس إيبولا ببدء ظهور حالات الإيبولا. وأفاد عبد السيسي، وهو مسؤول صحي محلي، أنه تم الإبلاغ عن 15 حالة وفاة مشتبه فيها مع حالتين مؤكدتين من الإصابة بهذا المرض القاتل في 16 أكتوبر في قرية فاكونيا. وتقع القرية على بعد 60 ميلًا من مدينة كابالا في وسط المنطقة الجبلية في حي كوينادوغو. وكانت تعتبر تلك المنطقة آخر منطقة خالية من الفيروس في سيراليون. وقد أكدت جميع مقاطعات هذا البلد وجود حالات الإصابة بفيروس إيبولا.
أرسلت المملكة المتحدة في أواخر أكتوبر 2014 إحدى سفن المستشفيات التابعة لها، وهي السفينة أرغس التابعة للبحرية الملكية، لمساعدة سيراليون. وبحلول أواخر أكتوبر، كانت سيراليون تعاني من أكثر من عشرين حالة وفاة يوميًا من الإيبولا. وفي أكتوبر 2014، أفاد مسؤولون بأن عددًا قليلًا جدًا من النساء الحوامل يعانين من مرض الإيبولا، مقارنةً بما كان يحدث في تفشيات الأوبئة السابقة حيث عانى النساء الحوامل من معدلات أعلى من الوفيات نتيجة فيروس إيبولا.
كافح المسؤولون للحفاظ على النظام في إحدى البلدات بعد أن تم منع الفريق الطبي من خذ عينة دم من جثة من قبل الغوغاء الغاضبين الين زعموا أن الشخص تُوفى بسبب ضغط الدم المرتفع ولم يرغبوا في فحص الجثة لفيروس إيبولا. وعندما حاولت قوات الأمن الدفاع عن الفريق الطبي، أسفرت أعمال الشغب عن مقتل اثنين، مما أدى إلى فرض حظر التجول على مدار 24 ساعة (حظر التجول) وحاولت السلطات تهدئة الوضع. وعلى الرغم من ذلك، تعرضت العديد من المباني للهجوم.
وصلت السفينة أرغوس إلى سيراليون في 30 أكتوبر. حملت السفينة على متنها 32 مركبة مخصصة للسير على الطرق الوعرة لدعم وحدات علاج الإيبولا. كما حملت السفينة ثلاث طائرات هليكوبتر مخصصة للنقل لدعم عمليات مكافحة الوباء. وبحلول نهاية أكتوبر 2014، كان هناك أكثر من 5200 حالة مؤكدة مختبريًا لمرض فيروس إيبولا في سيراليون.
وفي 31 أكتوبر 2014، تُوفي سائق سيارة إسعاف في مقاطعة بو بسبب فيروس إيبولا، إذ أقلت سيارة الإسعاف التي كان يقودها مرضى الإيبولا (أو من يُشتبه في إصابتهم بفيروس إيبولا) ونقلتهم إلى مراكز العلاج.

### نوفمبر 2014: استمرار الصراع
أعلنت المملكة المتحدة في 1 نوفمبرعن خطط لبناء ثلاثة مختبرات أخرى لمكافحة فيروس إيبولا في سيراليون. وساعدت المختبرات على تحديد ما إذا كان المريض قد أُصيب بفيروس إيبولا. استغرق الأمر في ذلك الوقت خمسة أيام لاختبار العينة بسبب حجم العينات اللازمة لإجراء الاختبار.
تم إجلاء شخص موظف لدى الأمم المتحدة مُصاب بفيروس إيبولا من سيراليون إلى فرنسا لتلقي العلاج في 2 نوفمبر . كما أُفيد في 4 نوفمبر بأن الآلاف انتهكوا الحجر الصحي بحثًا عن الطعام في بلدة كينيما. وفي 6 نوفمبر، أفيد بأن الوضع «يزداد سوءًا» بسبب «الانتقال المكثف» للمرض في فريتاون؛ حيث سجلت العاصمة 115 حالة في الأسبوع السابق وحده. كما تفاقم الوضع أيضًا من حيث نقص الأغذية والحجر الصحي الإجباري، وفقًا لما أوضحته لجنة الطوارئ والكوارث. أنشأت سيراليون مراكز اتصال في بورت لوكو وكامبيا، وفقًا لتقرير شركة MSSL للاتصالات في 21 نوفمبر، هذا بالإضافة إلى الخط الساخن الذي أُنشأ في يونيو سابقًا.
أعلن أكثر من 400 شخص من العاملين في مجال الصحة الإضراب في 12 نوفمبر بشأن قضايا المرتبات في أحد مراكز معالجة الإيبولا القليلة في البلد. ووصلت سفينة الإمدادات كاريل دورمان التابعة للبحرية الملكية الهولندية إلى فريتاون العاصمة في 18 نوفمبر. واتخذ قائد السفينة الكابتن، بيتر فان دن بيرغ، بعض الخطوات والتدابير الوقائية لتقليل فرصة إصابة الطاقم بمرض فيروس إيبولا.
كما كانت مقاطعة نيني في محافظة كوينادوغو عرضة لعزلها بعد تفشي حالات فيروس إيبولا. وفي 19 نوفمبر، أفادت التقارير بأن فيروس إيبولا ينتشر بشكل مكثف؛ «كان معظم هذا التفشي يحدث بسببب انتقال العدوى المكثف في غرب البلاد وشمالها».
وقد أثار مركز علاج الإيبولا البريطاني الذي أُنشأ في مدينة كيري خلال شهر نوفمبر بعض الجدل بسبب قدرته المحدودة في البداية. ومع ذلك، كان كل ذلك الجدل لأنهم كانوا يتبعون المبادئ التوجيهية لكيفية إنشاء وحدة علاج الإيبولا بأمان. وكان هذا أول مركز من مراكز المعالجة الستة المُخطط إدارتها المنظمات غير الحكومية عند اكتمال إنشائها.
هذا وقد أفادت منظمة الصحة العالمية في منتصف أن جميع الحالات والوفيات لا لا زال هناك تقصير في الإبلاغ عنها ، «توجد بعض الأدلة التي تؤكد أن حالات الإصابة لم تعد تتزايد على الصعيد الوطني في غينيا وليبريا، ولكن لا تزال الزيادات الحادة قائمة في سيراليون». وفي 19 نوفمبر، جائت التقارير لتؤكد هذا الكلام وتُفيد بأن فيروس إيبولا ينتشر بشكل مكثف؛ «معظم هذا التفشي كان نتيجة الانتقال المكثف للعدوى في غرب البلاد وشمالها»، وفقًا لمنظمة الصحة العالمية. تم نقل أول طبيب كوبي مصاب بالفيروس إلى جنيف. وأفادت التقارير في 26 نوفمبر أن سيراليون ستتجاوز ليبريا في العدد الإجمالي للحالات بسبب زيادة انتشار فيروس إيبولا. وفي 27 نوفمبر أعلنت كندا أنها ستنشر موظفين عسكريين إلى المنطقة المصابة. كما ألغى رئيس سيراليون في 29 نوفمبر عملية الإقفال ذات الثلاثة أيام في فريتاون التي كانت مقررة للحد من انتشار الفيروس.

### ديسمبر 2014
أفادت الأنباء في 2 ديسمبرأن منطقة تونكوليلي قد بدأت عملية الإغلاق لمدة أسبوعين "، وهو ما اتفق علييه صانعو القرار من وزراء برلمانيين وبرلمانيين وقادة بارزين في اجتماع رئيسي في المقاطعة كجزء من الجهود المبذولة لوقف انتشار المرض ، وفقًا لما ذكره المتحدث باسم الوزارة. وهذا يعني أنه تم إغلاق ست مقاطعات، تضم أكثر من نصف السكان.
وأشارت سيراليون في تقرير مؤرخ في 5 ديسمبر إلى أنه يجري الآن الإبلاغ عن نحو 100 حالة من حالات الفيروس يوميًا. وفي اليوم نفسه، أفادت التقارير أيضًا بأن الأسر التي تم القبض عليها لمشاركتها في طقوس دفن الموتى، والذي يمكن أن ينشر الفيروس، ستؤخذ إلى السجن. وأشار تقرير في 6 ديسمبر إلى أن القوات المسلحة الكندية سترسل فريقًا طبيًا إلى سيراليون للمساعدة في مكافحة وباء فيروس إيبولا.
هذا وقد اضطر الأطباء في 8 ديسمبر في سيراليون إلى الإضراب، مطالبين بمعاملة أفضل للعاملين في مجال الرعاية الصحية، وفقًا لما ذكره المتحدث باسم وزارة الصحة جوناثان عباس كامارا.
كما وضعت سلطات سيراليون في 8 ديسمبر مقاطعة كونو الشرقية في حجر لمدة أسبوعين بعد المعدل المقلق للعدوى والوفيات هناك. واستمر الحجر حتى 23 ديسمبر. كان هذا بعد ذلك الاكتشاف الهائل للجثث المتراكمة في المنطقة. وأبلغت منظمة الصحة العالمية عن خوفها من حدوث اختراق كبير في المنطقة. ودفنت المنطقة التي يبلغ عدد سكانها 350,000 نسمة 87 جثة في 11 يومًا، مع وفاة 25 مريضًا في غضون 5 أيام قبل وصول منظمة الصحة العالمية.
وحظرت سيراليون في 12 ديسمبر جميع الاحتفالات العامة لعيد الميلاد أو رأس السنة الجديدة، بسبب تفشي المرض. وفي 13 كانون الأول / ديسمبر، أفيد بأن أول مرفق أسترالي قد فتح؛ «سيتم توسيع نطاق العمليات تدريجيا ليصل مجموع طاقتها إلى 100 سرير بموجب مبادئ توجيهية صارمة لضمان فعالية إجراءات مكافحة العدوى وتدريب الموظفين ...»
أبلغت سيراليون في الفترة بين 14 ديسمبر و17 ديسمبر عن 403 حالة جديدة وبلغ مجموع حالاتها 759 8 حالة في هذا التاريخ الأخير.. وفي 25 ديسمبر، وضعت سيراليون المنطقة الشمالية من البلد في حالة إغلاق. وبحلول ديسمبر، سجلت سراليون مرة أخرى زيادة كبيرة في الأرقام، حيث أُبلغ عن 446 9 حالة.
تم تشخيص بولين كافيركي، وهي عاملة إغاثة بريطانية عادت لتوها إلى غلاسكو من العمل في مركز العلاج في بلدة كيري، بفيروس إيبولا في مستشفى غارتنافيل العام في غلاسكو في 29 ديسمبر 2014.

## آثار الوباء

### قيود السفر
فُرضت العديد من القيود والحجر الصحي داخل سيراليون، وأُعلنت حالة الطوارئ في 31 يوليو 2014. وتشمل البلدان الأكثر عرضة للإصابة بفيروس إيبولا في أفريقيا بنين وبوركينا فاسو وساحل العاج وغينيا بيساو ومالي والسنغال.
- حظرت غامبيا في أبريل السفر الجوي إلى عدة بلدان في غرب أفريقيا بما في ذلك سيراليون.[127]
- أغلقت سيراليون حدودها مع ليبيريا وغينيا بحلول 11 يونيو 2014.[32]
- قامت شركات الطيران في نيجيريا وتوغو في يوليو بإلغاء الرحلات الجوية إلى فريتاون.[125]
- حظرت غانا في 1 أغسطس 2014 السفر الجوي لعدة بلدان مُصابة بالإيبولا، بما في ذلك سيراليون.[128]
- حظرت زامبيا في 8 أغسطس 2014 دخول المسافرين القادمين من سيراليون والبلدان المتأثرة بالإيبولا، كما حظرت زامبيا الذهاب إلى تلك الأماكن.[129]
- منعت موريتانيا في 10 أغسطس 2014 دخول مواطني سيراليون إلى أراضيها.[130]
- منع ساحل العاج في 11 أغسطس 2014 رحلات السفر القادمة من سيراليون وليبريا وغينيا.[131] ورفعت هذا الحظر في 26 سبتمبر 2014.[132]
- منعت بوتسوانا في 12 أغسطس 2014 جميع الغير بوتسوانيين من سيراليون وغينيا وليبريا ونيجيريا من الدخول إلى أراضيها؛ كما أضافوا مواطني الكونغو إلى تلك القائمة في وقت لاحق من ذلك الشهر.[133]
- حظرت الكاميرون في 18 أغسطس 2014 المسافرين من عدة بلدان من بينها سيراليون.[133]
- حظرت جنوب أفريقيا في 21 أغسطس 2014 المسافرين من سيراليون وليبريا وغينيا، ولكنها سمحت لمواطنيها بالعودة من هذه الأماكن.[134]
- وضعت شركة الطيران الكينية في 22 أغسطس قيودًا مؤقتة على السفر إلى سيراليون، قائلةً إن تفشي فيروس إيبولا قد تم التقليل من شأنه.[135]
- ألغت السنغال في 22 أغسطس رحلات جوية إلى سيراليون وليبريا وغينيا.[136]
- حظرت رواندا في 22 أغسطس دخول المسافرين الذين كانوا في سيراليون وغينيا وليبيريا في الأيام ال 22 الماضية من الدخول الأراضيها.[133]
- حظرت ناميبيا في 11 سبتمبر 2014 دخول المسافرين من «البلدان المتضررة من الإيبولا».[133]
- استمر الحظر في أيلول / سبتمبر 2014 على استضافة سيراليون لمباريات كرة القدم.[137]
- حظرت ترينيداد وتوباغو في أكتوبر 2014 دخول المسافرين من بلدان غرب أفريقيا المنكوبة بالإيبولا، بما في ذلك سيراليون.[138]
- حظرت جامايكا وكولومبيا وغيانا وسانت لوسيا في أكتوبر 2014 دخول المسافرين من سيراليون وغيرها من البلدان المتأثرة بالإيبولا في غرب أفريقيا.[139]
- حظرت سانت فينسنت والغرينادين في منتصف أكتوبر 2014 دخول مواطني سيراليون ومواطني بعض دول غرب أفريقيا الأخرى من الدخول إلى أراضيها.[140]
- حظرت بنما في أواخر أكتوبر دخول أي شخص قادم من سيراليون أو ليبيريا أو غينيا أو في سيراليون في الأيام ال 21 السابقة.[141]
- حظرت بليز في 18 أكتوبر دخول المسافرين من سيراليون، وحظرت أيضًا هؤلاء الذين كانوا في غينيا أو ليبيريا في الأيام ال 21 السابقة.[133]
- كما حظرت سورينام دخول المسافرين الذين كانوا في سيراليون أو غينيا أو ليبريا في الأيام ال 21 السابقة ما لم يكن لديهم شهادة صحية.[133]
- حظرت جمهورية الدومينيكان في21 أكتوبر دخول الأجانب الذين كانوا في سيراليون أو غيرها من الدول المتأثرة بفيروس إيبولا في الأيام الثلاثين الماضية إلى أراضيها.[142]
- فتحت غامبيا في 11 نوفمبر 2014 حدودها مرة أخرى للمسافرين من سيراليون وليبريا ونيجيريا وغينيا.[133]

### آثار إضافية
أدى تفشي هذا الوباء إلى زيادة محطات غسل اليدين، والحد من انتشار التحيات الجسدية مثل السلام باليد بين أفراد المجتمع.
أُغلقت جميع المدارس في يونيه 2014، بسبب انتشار الإيبولا.
تمت إقالة وزير الصحة في أغسطس 2014. (انظر مجلس الوزراء في سيراليون)، كما تم تكليف وزير الدفاع مسؤولية مكافحة الإيبولا في أكتوبر 2014. كان الرئيس الدولة في ذلك الوقت هو إرنست كوروما.
أعلن صندوق الأمم المتحدة الدولي للتنمية الزراعية في 13 أكتوبر أن 40٪ من المزارع قد تم التخلي عنها في أسوأ المناطق التي أصابها فيروس إيبولا في سيراليون.
أطلقت سيراليون في أكتوبر 2014 حملة توعية عن طريق برنامج إذاعي، ستنقل على 41 محطة إذاعية محلية وكذلك محطة تلفزيونية محلية فقط. (انظر الآثار الثقافية لأزمة الإيبولا)
يعتبر شهر سبتمبر مرورًا بأكتوبر هو موسم الملاريا (الملاريا)، وهو ما عقّد جهود علاج الإيبولا. على سبيل المثال، لم تقم إحدى الطبيبات في فريتاون بحجر نفسها على الفور لأنها كانت تعتقد أنها مصابة بالملاريا وليس إيبولا. [45] ثم شُخصت في نهاية المطاف بالإيبولا وتوفيت في سبتمبر 2014.

### الأعمال المحلية المستندة على أزمة الإيبولا
- «إيبولا الأبيض»، وهي أغنية سياسية غناه السيد مونروفيا، وأغ دا بروفيت ودادي كول، تركزت على انعدام الثقة العام بالأجانب.[150]
- «إيبولا في المدينة»، لحن الرقص ألفه مجموعة من مغنيي الراب في غرب أفريقيا، D-12، شادو وكوززي أوف 2 كينغس، يحذرون فيه الناس من مخاطر فيروس إيبولا وشرح كيفية التفاعل.[151][152]
- المغني السنغالي شومان سخر من "مظلة" ريانا في "إيبولا هنا. تحذر كلمات الأغنية السكان المحليين من أن "هذا المرض هو من بين جيراننا، الليبريين والغينيين".[152][153]
- وقد تم تسجيل أغنية «أفريقيا توقف الإيبولا»، التي تضم مساهمات من الفنانين الماليين والغينيين والإيفوريين والكونغوليين والسنغاليين لزيادة الوعي بالإيبولا، وتقدم معلومات عن كيفية حماية الناس من المرض.[154] الأغنية تغنى بالعديد من اللغات المحلية.[155]
- كما كان هناك عدد من النكات المتعلقة بالإيبولا المتداولة في غرب أفريقيا.[156]
- أنتج جورج وياه والموسيقي الغاني سيدني في أغسطس 2014 أغنية لرفع مستوى الوعي حول إيبولا.[157] وتم التبرع بجميع عائدات هذا الألبوم إلى وزارة الصحة الليبرية.[158]

## مزيد من القراءة
- Qureshi, Adnan (2016). Ebola Virus Disease: From Origin to Outbreak (بالإنجليزية). Academic Press. ISBN:9780128042427. Retrieved 2016-07-15.
- Bower, Hilary; Smout, Elizabeth; Bangura, Mohamed S.; Kamara, Osman; Turay, Cecilia; Johnson, Sembia; Oza, Shefali; Checchi, Francesco; Glynn, Judith R. (17 May 2016). "Deaths, late deaths, and role of infecting dose in Ebola virus disease in Sierra Leone: retrospective cohort study". BMJ (بالإنجليزية). 353: i2403. DOI:10.1136/bmj.i2403. ISSN:1756-1833. Archived from the original on 2022-02-08. Retrieved 2016-07-16.
- Betancourt، Theresa S.؛ Brennan، Robert T.؛ Vinck، Patrick؛ VanderWeele، Tyler J.؛ Spencer-Walters، Dayo؛ Jeong، Joshua؛ Akinsulure-Smith، Adeyinka M.؛ Pham، Phuong (9 أغسطس 2016). "Associations between Mental Health and Ebola-Related Health Behaviors: A Regionally Representative Cross-sectional Survey in Post-conflict Sierra Leone". PLOS Med. ج. 13 ع. 8: e1002073. DOI:10.1371/journal.pmed.1002073. ISSN:1549-1676. مؤرشف من الأصل في 2023-01-08. اطلع عليه بتاريخ 2016-08-11.{{استشهاد بدورية محكمة}}:  صيانة الاستشهاد: دوي مجاني غير معلم (link)
- Owada، Kei؛ Eckmanns، Tim؛ Kamara، Kande-Bure O’Bai؛ Olu، Olushayo Oluseun (8 أغسطس 2016). "Epidemiological Data Management during an Outbreak of Ebola Virus Disease: Key Issues and Observations from Sierra Leone". Frontiers in Public Health. ج. 4. DOI:10.3389/fpubh.2016.00163. ISSN:2296-2565. PMC:4976087. PMID:27551675.{{استشهاد بدورية محكمة}}:  صيانة الاستشهاد: دوي مجاني غير معلم (link)
- Haaskjold، Yngvar Lunde؛ Bolkan، Håkon Angell؛ Krogh، Kurt Østhuus؛ Jongopi، James؛ Lundeby، Karen Marie؛ Mellesmo، Sindre؛ Garcés، Pedro San José؛ Jøsendal، Ola؛ Øpstad، Åsmund؛ Svensen، Erling؛ Fuentes، Luis Matias Zabala؛ Kamara، Alfred Sandy؛ Riera، Melchor؛ Arranz، Javier؛ Roberts، David P.؛ Stamper، Paul D.؛ Austin، Paula؛ Moosa، Alfredo J.؛ Marke، Dennis؛ Hassan، Shoaib؛ Eide، Geir Egil؛ Berg، Åse؛ Blomberg، Bjørn. "Clinical Features of and Risk Factors for Fatal Ebola Virus Disease, Moyamba District, Sierra Leone, December 2014–February 2015". Emerging Infectious Diseases. ص. 1537–1544. DOI:10.3201/eid2209.151621. مؤرشف من الأصل في 2023-03-19. اطلع عليه بتاريخ 2016-09-22.
- Cancedda, Corrado; Davis, Sheila M.; Dierberg, Kerry L.; Lascher, Jonathan; Kelly, J. Daniel; Barrie, Mohammed Bailor; Koroma, Alimamy Philip; George, Peter; Kamara, Adikali Alpha; Marsh, Ronald; Sumbuya, Manso S.; Nutt, Cameron T.; Scott, Kirstin W.; Thomas, Edgar; Bollbach, Katherine; Sesay, Andrew; Barrie, Ahmidu; Barrera, Elizabeth; Barron, Kathryn; Welch, John; Bhadelia, Nahid; Frankfurter, Raphael G.; Dahl, Ophelia M.; Das, Sarthak; Rollins, Rebecca E.; Eustis, Bryan; Schwartz, Amanda; Pertile, Piero; Pavlopoulos, Ilias; Mayfield, Allan; Marsh, Regan H.; Dibba, Yusupha; Kloepper, Danielle; Hall, Andrew; Huster, Karin; Grady, Michael; Spray, Kimberly; Walton, David A.; Daboh, Fodei; Nally, Cora; James, Sahr; Warren, Gabriel S.; Chang, Joyce; Drasher, Michael; Lamin, Gina; Bangura, Sherry; Miller, Ann C.; Michaelis, Annie P.; McBain, Ryan; Broadhurst, M. Jana; Murray, Megan; Richardson, Eugene T.; Philip, Ted; Gottlieb, Gary L.; Mukherjee, Joia S.; Farmer, Paul E. (28 Sep 2016). "Strengthening Health Systems While Responding to a Health Crisis: Lessons Learned by a Nongovernmental Organization During the Ebola Virus Disease Epidemic in Sierra Leone". Journal of Infectious Diseases (بالإنجليزية). 214: jiw345. DOI:10.1093/infdis/jiw345. ISSN:0022-1899. Archived from the original on 2020-09-07. Retrieved 2016-10-01.

## روابط خارجية
- موقع وزارة الصحة والرعاية الصحية، يوفّر تقارير عن الوضع في سيراليون
- صفحة تتضمن روابط عن تحديثات يومية عن الوضع من وزارة الصحة والرعاية الصحية
- مقارنة بين مساحتي سيراليون وأيرلندا
- داخل عيادات إيبولا في سيراليون
- تاريخ الإيبولا
- Insights into the Early Epidemic Spread of Ebola in Sierra Leone Provided by Viral Sequence Data
- Modeling the Impact of Interventions on an Epidemic of Ebola in Sierra Leone and Liberia (Graph for Sierra Leone)
- Kenema Government Hospital